# Raymond Kaelbel
Raymond Kaelbel (ur. 31 stycznia 1932 w Colmar, zm. 17 kwietnia 2007), francuski piłkarz, obrońca. Brązowy medalista MŚ 58.
Pochodzący z Alzacji piłkarz karierę zaczynał w klubie z rodzinnego miasta. W latach 1950–1956 był piłkarzem RC Strasbourg, następnie grał w AS Monaco (1956–1961), Le Havre AC (1961–1962) oraz Stade de Reims (1962–1964). Ostatnie lata gry spędził ponownie w Strasbourgu (1964–1969). Z Monaco był mistrzem Francji w 1961 i zwyciężał w krajowym pucharze rok wcześniej. Ponownie Puchar Francji zdobył w 1966.
W reprezentacji Francji zagrał 35 razy i strzelił jedną bramkę. Debiutował 16 czerwca 1954 w meczu z Jugosławią, podczas MŚ 54, ostatni raz zagrał w 1960. W 1958 wystąpił we wszystkich sześciu meczach Francji w turnieju finałowym mistrzostw świata.